# Jožef Krajnc

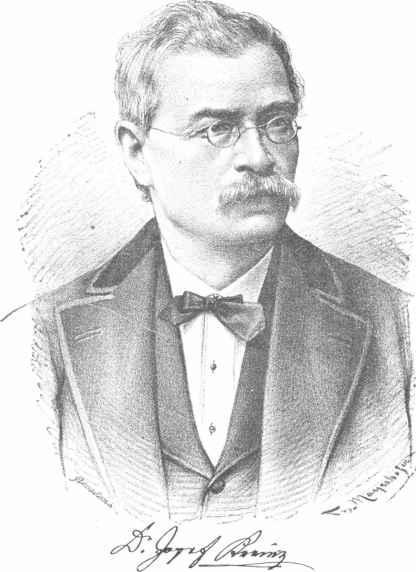
Jožef Krajnc

Jožef Krajnc, auch Josef Krainc, Josef Krainz, (* 17. Februar 1821 in Škale, heute zu Velenje; † 22. Februar 1875 in Prag) war ein österreichisch-ungarischer Jurist, Philosoph, Hochschullehrer und Politiker slowenischer Herkunft.

## Leben
Krajnc war der Sohn eines Landwirts gleichen Namens. Von 1832 bis 1841 besuchte er in Celje in der slowenischen Steiermark das Gymnasium, welches er mit der Matura abschloss. Von 1841 bis 1845 studierte er Philosophie und Rechtswissenschaft in Graz. In beiden Fächern wurde er promoviert. Sein Studium finanzierte er ab 1842 als Hauslehrer bei der Gutsbesitzersfamilie Kodolič. Ab 1845 war er als Rechtspraktikant zuerst beim Radkersburger, anschließend beim Grazer Magistrat angestellt. Nach bestandener Kriminalrichterprüfung 1847 war er in Graz als Richter tätig.
Im Zuge der Märzrevolution gehörte Krajnc von 1848 bis 1849 dem österreichischen Reichstag an, als Nachrücker für Vinzenz Gurnigg, der sein Mandat nicht annahm. Als Reichstagsabgeordneter gehörte er unter anderem dem Verfassungsausschuss an und setzte sich dort konsequent für die Gleichstellung der Minderheitensprachen, insbesondere des Slowenischen, mit dem Deutschen ein. Des Weiteren befürwortete er die Vereinigung der Krain mit der Slowenischen Steiermark.
An der Universität Graz unterrichtete Krajnc – in slowenischer Sprache – ab 1850 zunächst als außerordentlicher, ab 1852 als ordentlicher Professor für bürgerliches Recht. Nach Auflösung dieses Lehrstuhls im Jahre 1854 arbeitete er als Aushilfsreferent bei der Finanzprokuratur ihn Laibach, ehe ihm 1855 ein Ruf auf eine Lehrkanzel für Zivil-, Wechsel- und Handelsrecht in Hermannstadt in Siebenbürgen zuteilwurde. Diese Professur behielt Krajnc, bis er 1870 auf einen Lehrstuhl für österreichisches Zivil- und gemeines Deutsches Privatrecht an der Universität Innsbruck wechselte.
Seine Berufung auf eine Professur für Zivilrecht in an der Universität Prag im Jahre 1871 geriet zu einem Politikum. Das universitäre Klima war von tiefen Spannungen zwischen Tschechen und Deutschösterreichern (meist Deutsche genannt) – sowohl im Lehrkörper als unter der Studierendenschaft – geprägt und vergiftet. Krajnc war zwar kein Tscheche aber immerhin ein Slave; daher hielten einige Deutsche in für einen Günstling des tschechischstämmigen österreichischen Unterrichtsministers Josef Jireček und empfanden die Ad-Hoc-Pensionierung seines deutschösterreichischen Vorgängers Schneider als einen Affront. Eine Gruppe deutscher Studenten, unter ihren Rädelsführern Fritz Mauthner, sorgte dafür, dass Krajnc' Antrittsvorlesung in Krawallen endete. Mauthners Autobiographie Erinnerungen: Prager Jugendjahre zufolge kam es dabei zu körperlichen Verletzungen gegen Krajnc. Eine an das österreichische Unterrichtsministerium gerichtete Protestnote der deutschen Studentenschaft gegen die Berufung Krajnc' blieb ohne Erfolg.
1875 starb Krajnc in Prag. Sein Nachfolger als Professor für Zivilrecht an der Universität Prag wurde Horaz Krasnopolski.

## Werk
Krajnc vervollständigte die erste slowenische Übersetzung des Allgemeinen Bürgerlichen Gesetzbuches, die Anton Mažgon begonnen hatte.
Ferner gab Krajnc den Anstoß zum System des österreichischen allgemeinen Privatrechts, einem Lehrbuch, das nach seinem Tode von seinem Schüler, Freunde und Kollegen Leopold Pfaff fortgesetzt und veröffentlicht wurde.

## Familie
1858 heiratete Krajnc Maria Petritsch. Die Ehe brachte zwei Söhne und eine Tochter hervor.